# Антия, Илларион Антонович
Илларион Антонович Антия (1910 год, село Дарчели, Зугдидский уезд, Кутаисская губерния, Российская империя — дата смерти неизвестна, село Дарчели, Зугдидский район, Грузинская ССР) — звеньевой колхоза имени газеты «Комунисти» Зугдидского района, Грузинская ССР. Герой Социалистического Труда (1949).

## Биография
Родился в 1910 году в крестьянской семье в селе Дарчели Зугдидского уезда. Окончил местную начальную школу. Трудился в личном сельском хозяйстве. В июне 1941 года призван в Красную Армию по мобилизации. Участвовал в Великой Отечественной войне с августа 1941 года. Воевал стрелком-разведчиком в составе 235-й отдельной разведывательной роты 414-й стрелковой Анапской дивизии. Сражался при обороне Кавказа. Получил тяжёлое ранение в июле 1943 года.
После демобилизации по ранению возвратился в родное село, где стал трудиться звеньевым в колхозе имени газеты «Комунисти» Зугдидского района.
В 1948 году звено под его руководством собрало в среднем с каждого гектара по 21,7 центнеров листьев табака сорта «Самсун» на участке площадью 3 гектара. Указом Президиума Верховного Совета СССР от 5 августа 1949 года удостоен звания Героя Социалистического Труда за «получение высоких урожаев кукурузы и табака в 1948 году» с вручением ордена Ленина и золотой медали «Серп и Молот».
Этим же Указом званием Героя Социалистического Труда был также награждён председатель колхоза имени газеты «Комунисти» Ироди Ивлонович Кантария.
Проживал в родном селе Дарчели Зугдидского района. Дата смерти не установлена.
Награды
- Герой Социалистического Труда
- Орден Ленина
- Медаль «За отвагу» (09.07.1944)
- Медаль «За оборону Кавказа» (01.05.1944)
- Медаль «За доблестный труд в Великой Отечественной войне 1941—1945 гг.» (09.06.1945)